# Robert Radovanović
Robert Radovanović (Gdinj, 7. lipnja 1897. — Split, 17. kolovoza 1980.), hrvatski prosvjetar i zavičajni povjesničar. Zapažen kao vrijedan profesor slikar, pedagoški pisac i organizator naprednog učiteljskog pokreta u Dalmaciji.:75.

## Životopis
Rodio se je u Gdinju na Hvaru, u poznatoj obitelji koja je dala više prosvjetnih radnika, od kojih se ističe njegov stric Ivko Radovanović. U rodnom selu pohađao je osnovnu školu, kao i u Vrboskoj gdje je bio kod strica. Upisao je Muški preparandij (učiteljsku školu) u Arbanasima kod Zadra. Godine 1915 u prvome svjetskom ratu ga je mobiliziralo pa se kao vojnik spremao te na dopustu kao privatist maturirao na arbanaškom preparandiju. Službovao je kao učitelj u više mjesta. Odmah poslije rata godinu dana službovao je u Kućištu na Pelješcu, pa potom pet godina u rodnom Gdinju.:75.
Odlučio je nastaviti školovanje te je upisao studij biologije, kemije i zemljopisa geografije na Višoj pedagoškoj školi:75. u Zagrebu.:76. U Zagrebu je diplomirao te je u svojstvu nastavnika dobio namještenje u makarskoj Građanskoj školi 1927. godine. Istaknut po radu u nastavi, odgoju i javnom društvenom djelovanju, nakon devet godina postao je upraviteljem škole. Dužnost je obnašao sve do premještaja u Građansku školu u Mostar 1940. godine. Na novu je dužnost premješten po službenoj potrebi odlukom nadležnog Ministarstva prosvjete u Zagrebu U Mostaru je ostao na tom radnom mjestu cijeli rat. Preživio je i sve ratne i poratne obračune i ostao je u Mostaru, ovog puta na novom radnom mjestu. Dobio je mjesto profesora u Učiteljskoj školi. Na njegovu molbu 1950. je premješten na dužnost u NR Hrvatsku. Ministarstvo prosvjete NRH stavilo ga je na dužnost upravitelja IV. osnovne osmogodišnje škole na Manušu u Splitu, gdje je ostao pet godina sve do mirovine. No, budući da mu je kći pošla studirati u Ljubljanu, vrlo brzo se je opet uključio u aktivan prosvjetni rad. Obnašao je dužnost prosvjetnog inspektora (savjetnika) za srednje i stručne škole u NO-u kotara Mostar naredne tri godine, pa je 1958. opet otišao u mirovinu i vratio se u Split, gdje mu je živjela obitelj.:76.
Istakao se je borbom za prava prosvjetnih radnika i razvitak školstva. Napisao je mnoštvo djela o nastavnim i odgojnim pitanjima, najviše u svezi s organizacijom i unapređenjem odgojno-obrazovnog procesa u osnovnoj nastavi (bivših građanskih i osnovnih škola).:76. Objavio ih je u Građanskoj školi, Novom dobu, Jadranskoj pošti, Novostima, Jadranskom dnevniku, Školskom vjesniku, Prirodi, Slobodnoj Dalmaciji i dr.:77.
U mirovini se je dao u proučavanje zavičajne povijesti, prije svega rodnog Gdinja i otoka Hvara. Brojne podatke je sabrao, zabilježio i sredio u 22 knjige, od kojih su 10 o zavičaju. Ukupno je to 5000 stranica teksta. Centar za zaštitu kulturne baštine iz Hvara objavio mu je dvije knjige, a ostale su još u rukopisu i sređivao ih je Niko Duboković Nadalini.:77.
Pedagoško društvo u Splitu ga je za njegove zasluge na unapređenju pedagoške teorije i prakse i u školstvu izabralo ga je za svog počasnog člana na osnivačkoj skupštini 6. travnja 1976. godine.:77.
Umro je u Splitu 17. kolovoza 1980. godine, a pokopan je u Hvaru 20. kolovoza 1980. godine.:75. Časopis Prilozi povijesti otoka Hvara predložio je da se na Radovanovićevu rodnu kuću postavi spomen-obilježje.:77.

## Djela
Uz brojne članke, napisao je ove knjige. U deset svezaka su Zapisi o Gdinju i otoku Hvaru sa sadržajem iz zemljopisa, povijesti, biologije, etnografije, narodnih običaja, folklora, prirodnih ljepota, starina, statistike, zanimanja, rada i inog. Tu je još Dnevnik iz I. svjetskog rata 1914-1918., vrlo važan za hrvatsku povijest, jer je vrlo malo hrvatskih pisaca obradilo kroz zapise ratna iskustva vojnika iz Kraljevine Dalmacije po ratištima u Prvome svjetskom ratu. Zatim tu je Zbirka pedagoških zapisa 1928-1958., Moje slike svijeta, Otok Hvar i Gdinj kroz novine u Hrvatskoj 1896-1926., Otok Hvar kroz zadarski list „Nacionale" 1862-1884., Otok Hvar kroz „Narodni list" u Zadru 1885-1900. i 1901-1908., Gdinj i Gdinjani, Plemstvo otoka Hvara i Grbovi dalmatinskog plemstva.:79.